# Cydnoseius negevi
Cydnoseius negevi är en spindeldjursart som först beskrevs av Swirski och Amitai 1961.  Cydnoseius negevi ingår i släktet Cydnoseius och familjen Phytoseiidae. Inga underarter finns listade i Catalogue of Life.